# 7e méridien ouest
Pour les articles homonymes, voir 7e méridien.
En géographie, le 7e méridien ouest est le méridien joignant les points de la surface de la Terre dont la longitude est égale à 7° ouest.

## Géographie

### Dimensions
Comme tous les autres méridiens, la longueur du 7e méridien correspond à une demi-circonférence terrestre, soit 20 003,932 km. Au niveau de l'équateur, il est distant du méridien de Greenwich de 779 km,.
Avec le 173e méridien est, il forme un grand cercle passant par les pôles géographiques terrestres.

### Régions traversées
En commençant par le pôle Nord et descendant vers le sud au pôle Sud, Le 7e méridien ouest passe par:
| Coordonnées         | Pays, Territoire ou Mer | Notes |
| ------------------- | ----------------------- | --- |
| 90° 00′ N, 7° 00′ O | Océan Arctique          | |
| 82° 02′ N, 7° 00′ O | Océan Atlantique        | |
| 62° 20′ N, 7° 00′ O | Îles Féroé              | Îles de Eysturoy, Streymoy et Koltur |
| 62° 05′ N, 7° 00′ O | Océan Atlantique        | Passe juste à l'ouest de l'île de Sandoy, Îles Féroé (à 61° 55′ N, 6° 56′ O) Passe juste à l'ouest de l'île de Suðuroy, Îles Féroé (à 61° 38′ N, 7° 00′ O)                                                           |
| 58° 14′ N, 7° 00′ O | Royaume-Uni             | Ecosse - Île de Lewis, Taransay et Harris |
| 57° 45′ N, 7° 00′ O | Océan Atlantique        | Little Minch Mer des Hébrides — sur environ 57° 55′ N, 7° 00′ O passe juste à l'ouest de l'île de Tiree, Ecosse, Royaume-Uni (à 56° 30′ N, 6° 59′ O) et dans une partie sans nom de l'océan — de 56° 30′ N, 7° 00′ O |
| 55° 16′ N, 7° 00′ O | Irlande                 | Presqu'île Inishowen |
| 55° 12′ N, 7° 00′ O | Lough Foyle             | |
| 55° 06′ N, 7° 00′ O | Royaume-Uni             | Irlande du Nord |
| 54° 24′ N, 7° 00′ O | Irlande                 | |
| 52° 08′ N, 7° 00′ O | Océan Atlantique        | Mer Celtique une portion sans nom de l'océan — de 47° 09′ N, 7° 00′ O Golfe de Gascogne — de 44° 50′ N, 7° 00′ O |
| 43° 33′ N, 7° 00′ O | Espagne                 | |
| 41° 57′ N, 7° 00′ O | Portugal                | |
| 40° 14′ N, 7° 00′ O | Espagne                 | Sur environ 11 km |
| 40° 07′ N, 7° 00′ O | Portugal                | |
| 39° 42′ N, 7° 00′ O | Espagne                 | |
| 39° 05′ N, 7° 00′ O | Portugal                | |
| 38° 58′ N, 7° 00′ O | Espagne                 | |
| 38° 12′ N, 7° 00′ O | Portugal                | |
| 38° 01′ N, 7° 00′ O | Espagne                 | |
| 37° 11′ N, 7° 00′ O | Océan Atlantique        | |
| 33° 54′ N, 7° 00′ O | Maroc                   | Passe juste à l'ouest de Rabat (à 34° 01′ N, 6° 50′ O) |
| 29° 39′ N, 7° 00′ O | Algérie                 | |
| 26° 20′ N, 7° 00′ O | Mauritanie              | |
| 15° 30′ N, 7° 00′ O | Mali                    | |
| 10° 11′ N, 7° 00′ O | Côte d'Ivoire           | |
| 4° 34′ N, 7° 00′ O  | Océan Atlantique        | |
| 60° 00′ S, 7° 00′ O | Océan Austral           | |
| 70° 24′ S, 7° 00′ O | Antarctique             | Terre de la Reine-Maud, revendiquée par la Norvège |